# Elecciones provinciales de Córdoba de 1987
Las elecciones generales de la provincia de Córdoba de 1987 tuvieron lugar el 6 de septiembre el mencionado año, al mismo tiempo que las elecciones legislativas a nivel nacional. Se realizaron con el objetivo de elegir al Gobernador y Vicegobernador para el período 1987-1991, a los 32 miembros del Senado Provincial, y a los 66 miembros de la Cámara de Diputados, conformando así la Legislatura Cordobesa. El gobernador incumbente, Eduardo Angeloz, logró en 1986 que se aprobara una reforma constitucional que, además de modificar en gran medida el régimen legislativo bicameral, lo habilitaba para presentarse a la reelección.
En medio de la debacle sufrida por la oficialista Unión Cívica Radical (UCR), que perdió la mayoría en la Cámara de Diputados y casi todos los gobiernos provinciales que controlaba, Angeloz logró conservar la provincia para el gobierno nacional al obtener la reelección por un margen notoriamente menos amplio que el anterior, del 49.09% de los votos, contra el 44.45% obtenido por José Manuel de la Sota, del Frente Justicialista de la Renovación (FreJuRe), compuesto por el Partido Justicialista (PJ) y el Partido Demócrata Cristiano (PDC). La Unión del Centro Democrático (UCeDé), logró el tercer lugar con un 2.46% de los votos, un aumento considerable para un tercer partido teniendo en cuenta que, en las anteriores elecciones, ninguno superó el 2%.
A nivel legislativo, el radicalismo mantuvo su mayoría en ambas cámaras de la Legislatura Provincial, con una mayoría de dos tercios del Senado (23 de 32 escaños) y una estrecha mayoría en la Cámara de Diputados que obtuvo gracias al sistema de "mayoría absoluta automática" que daba 36 de los 66 diputados al partido más votado. El justicialismo mantuvo su papel de principal oposición legislativa con 6 senadores y 25 diputados. La UCeDé, logrando un resultado mucho mejor que el de las elecciones para gobernador, obtuvo 3 senadores y 5 diputados, siendo el primer tercer partido en ingresar al legislativo cordobés.
La falta de una cláusula transitoria que reconociera como primer mandato al período 1983-1987 al momento de realizarse la reforma permitiría a Angeloz presentarse para un tercer período en 1991, obteniendo nuevamente la victoria.
Angeloz fue el primer gobernador de Córdoba en concluir su mandato constitucional desde 1940, y al ganar estos comicios se convirtió en el primer mandatario cordobés de la historia política contemporánea de la provincia en lograr su reelección inmediata.

## Contexto

### Antecedentes políticos
La provincia de Córdoba, si bien está enormemente por detrás de la provincia de Buenos Aires, es el segundo distrito más poblado de la República Argentina, y uno de los únicos cuatro distritos del país (junto con Buenos Aires, la Capital Federal, y la provincia de Santa Fe) donde la población supera los tres millones de habitantes. Eso la vuelve un importante territorio en los procesos electorales argentinos. En las tres únicas elecciones en las que un candidato ha sido electo presidente de la Nación Argentina sin imponerse en el distrito bonaerense (1916, 2015 y 2023), una arrolladora victoria en Córdoba (del 67% para Hipólito Yrigoyen, del 71% para Mauricio Macri y del 74% para Javier Milei) fue clave en ese triunfo.
Desde la irrupción del peronismo o justicialismo en la vida política argentina, junto con la Capital Federal, ha sido también una de las principales fuentes de votos de la oposición antiperonista. Durante los gobiernos de Juan Domingo Perón, con la hegemonía peronista en su apogeo, en Córdoba siempre obtuvo sus resultados electorales más estrechos, tanto en 1951 como en 1973. Fue de hecho en la misma provincia en la que se inició el levantamiento militar que acabó con el derrocamiento de Perón en septiembre de 1955 y la proscripción del justicialismo por dieciocho años. Tras la recuperación de la democracia, en 1983, el gobierno provincial cordobés, así como la mayoría de sus municipios e instituciones, fue hegemonizado por la Unión Cívica Radical (UCR), con Eduardo Angeloz siendo elegido gobernador por arrollador margen.

### Reforma constitucional de 1987
La reforma constitucional de 1987, impulsada por el gobernador Angeloz, fue duramente criticada por diversos sectores de la oposición, e incluso dentro de su propio partido, por diversos aspectos que se consideran antidemocráticos o personalistas, así como una idea generalizada de que el motivo real de la misma era habilitar la reelección para Angeloz y facilitar un sistema por el que la UCR no perdiera su mayoría absoluta en la Legislatura Provincial. Las elecciones de convencionales constituyentes se realizaron el 14 de diciembre de 1986, con una amplia victoria para el radicalismo. 
Entre los cambios realizados, además de la reelección del gobernador, la reforma mantuvo el sistema bicameral y amplió el número de legisladores. La Cámara de Diputados aumentó su número de 36 a 66 legisladores electos directamente en distrito único, garantizándose, de esta manera, al partido que obtuviese la mayor cantidad de votos, 36 de dichas bancas. De las 30 bancas restantes, 20 corresponderían a la segunda fuerza, 5 a la tercera, 3 a la cuarta y 2 a la quinta. Estas modificaciones introdujeron un sistema heterodoxo similar a una proporcionalidad cristalizada, ya que se determinaba un número fijo de bancas para el segundo, el tercero, el cuarto, y el quinto partido. Asimismo, existía una barrera legal del 2% (art. 78.º), lo que dificultaba el acceso del cuarto y quinto partido. Cuando no se alcanzaba esto, se distribuían las bancas entre los otros partidos de la minoría.
En cuanto al Senado, se mantuvo el anterior sistema de elección para los senadores en forma directa por los departamentos, pero sobre la base de nuevos criterios poblacionales: 1 senador para los departamentos que no excedieran los 60.000 habitantes, 2 senadores para los que tuvieran entre 60.000 y 100.000 habitantes, que correspondían al partido ganador; 6 senadores para los que tenían entre 100.000 y 300.000 habitantes, correspondiendo 3 a la mayoría, 2 a la primera minoría y 1 para el tercero; y 8 senadores para los departamentos con una población superior a los 300.000 habitantes, de los cuales se atribuían 4 a la mayoría, 3 al segundo partido y 1 al tercero. La constitución fue sancionada definitivamente el 30 de abril de 1987.

### Formación del Frente Justicialista de la Renovación
Después de la derrota electoral de 1983, el Partido Justicialista provincial se encontraba dividido entre la dirección "ortodoxa" del partido, y el sector del llamado "Peronismo Renovador", liderado por José Manuel de la Sota. Bajo esta situación, el partido fue intervenido por la dirección nacional en 1986. En las elecciones de convencionales constituyentes, los renovadores formaron una alianza con el Partido Demócrata Cristiano, formando el frente "Democracia Cristiana-Peronismo Renovador", que logró quedar en segundo lugar detrás de la UCR, relevando al PJ oficial al tercer lugar. De este modo, Julio Mera Figueroa, interventor del PJ cordobés, convocó a elecciones internas para el 29 de marzo de 1987, con el fin de definir el candidato a gobernador, vicegobernador e intendente de la ciudad de Córdoba, a fin de normalizar la situación del partido después de su intervención. En las primarias para gobernador, De la Sota obtuvo un triunfo aplastante con el 86.98% de los votos. Para estos comicios, De la Sota buscó una nueva alianza con la Democracia Cristiana, formándose entonces el Frente Justicialista de la Renovación (FreJuRe).

## Reglas electorales
- Gobernador y vicegobernador electos por mayoría simple.
- 66 diputados, la totalidad de los miembros de la Cámara de Diputados Provincial. Electos por toda la provincia con 36 bancas reservadas para el partido más votado, 20 bancas para el segundo, 5 al tercero, 3 al cuarto y 2 al quinto. Si algún partido no alcanzaba el piso electoral de 2%, se distribuían sus bancas entre los otros partidos de la minoría.
- 32 miembros de Cámara de Senadores Provincial. Los departamentos cuya población no excediera de 60.000 habitantes elegirían un senador por mayoría simple; los que tuvieran entre 60.000 y 100.000 habitantes elegirían 2 senadores por sistema de lista completa; los que tuvieran entre 100.000 y 300.000 habitantes elegirían 6 senadores, correspondiendo 3 a la mayoría, 2 a la primera minoría y 1 para el tercero; y los departamentos de más de 300.000 habitantes, 8 senadores, de los cuales se atribuían 4 a la mayoría, 3 al segundo partido y 1 al tercero.

## Resultados

### Gobernador y Vicegobernador
|  | 49,09 % |

|  | 44,45 % |

|  | 2,46 % |

|  | 0,97 % |

|  | 0,72 % |

|  | 0,71 % |

|  | 0,70 % |

|  | 0,33 % |

|  | 0,30 % |

|  | 0,19 % |

|  | 0,09 % |

|  | 97,57 % |

|  | 2,14 % |

|  | 0,29 % |

|  | 100 % |

|  | 86,09 % |

### Cámara de Diputados
|  | 46,55 % |

|  | 43,61 % |

|  | 4,52 % |

|  | 1,34 % |

|  | 1,08 % |

|  | 1,07 % |

|  | 0,86 % |

|  | 0,34 % |

|  | 0,33 % |

|  | 0,19 % |

|  | 0,10 % |

|  | 96,98 % |

|  | 2,80 % |

|  | 0,22 % |

|  | 100 % |

|  | 86,09 % |

### Cámara de Senadores
|  | 46,94 % |

|  | 43,40 % |

|  | 4,40 % |

|  | 1,34 % |

|  | 1,13 % |

|  | 1,07 % |

|  | 0,90 % |

|  | 0,33 % |

|  | 0,31 % |

|  | 0,10 % |

|  | 0,09 % |

|  | 96,17 % |

|  | 3,59 % |

|  | 0,24 % |

|  | 100 % |

|  | 74,38 % |